# Trafford
Trafford ist seit 1974 ein Metropolitan Borough im Metropolitan County Greater Manchester in England. Verwaltungssitz ist die Stadt Stretford. Weitere bedeutende Orte im Borough sind Altrincham, Bowdon, Hale, Hale Barns, Old Trafford, Partington, Sale, Timperley und Urmston.
In Trafford liegen das Old-Trafford-Stadion des Fußballvereins Manchester United und der Old Trafford Cricket Ground des Lancashire County Cricket Club, ebenfalls Old Trafford genannt. In Trafford befinden sich zudem das Trafford Centre (das größte Einkaufszentrum im nordwestlichen England) und das Imperial War Museum North, ein Ableger des Imperial War Museum in London.
Die Reorganisation der Grenzen und der Kompetenzen der lokalen Behörden führte 1974 zur Bildung des Metropolitan Borough. Fusioniert wurden dabei Gebiete zweier Grafschaften. In Cheshire waren dies die Boroughs Altrincham und Sale, die Urban Districts Bowdon und Hale und ein Teil des Rural District Bucklow; in Lancashire waren dies der Borough Stretford und der Urban District Urmston.
1986 wurde Trafford faktisch eine Unitary Authority, als die Zentralregierung die übergeordnete Verwaltung von Greater Manchester auflöste. Trafford blieb für zeremonielle Zwecke Teil von Greater Manchester, wie auch für einzelne übergeordnete Aufgaben wie Polizei, Feuerwehr und öffentlicher Verkehr.